# Paraheptagyia andina
Paraheptagyia andina är en tvåvingeart som beskrevs av Lars Zakarias Brundin 1966. Paraheptagyia andina ingår i släktet Paraheptagyia och familjen fjädermyggor.
Artens utbredningsområde är Bolivia. Inga underarter finns listade i Catalogue of Life.